# Myrcia imperfecta
Myrcia imperfecta är en myrtenväxtart som beskrevs av Mcvaugh. Myrcia imperfecta ingår i släktet Myrcia och familjen myrtenväxter.
Artens utbredningsområde är Guyana. Inga underarter finns listade i Catalogue of Life.